# موسى حسن
موسى حسن (بالملايوية: Musa Hassan)‏ هو ضابط شرطة ماليزي، ولد في 1952.